# Всемирная община литовцев

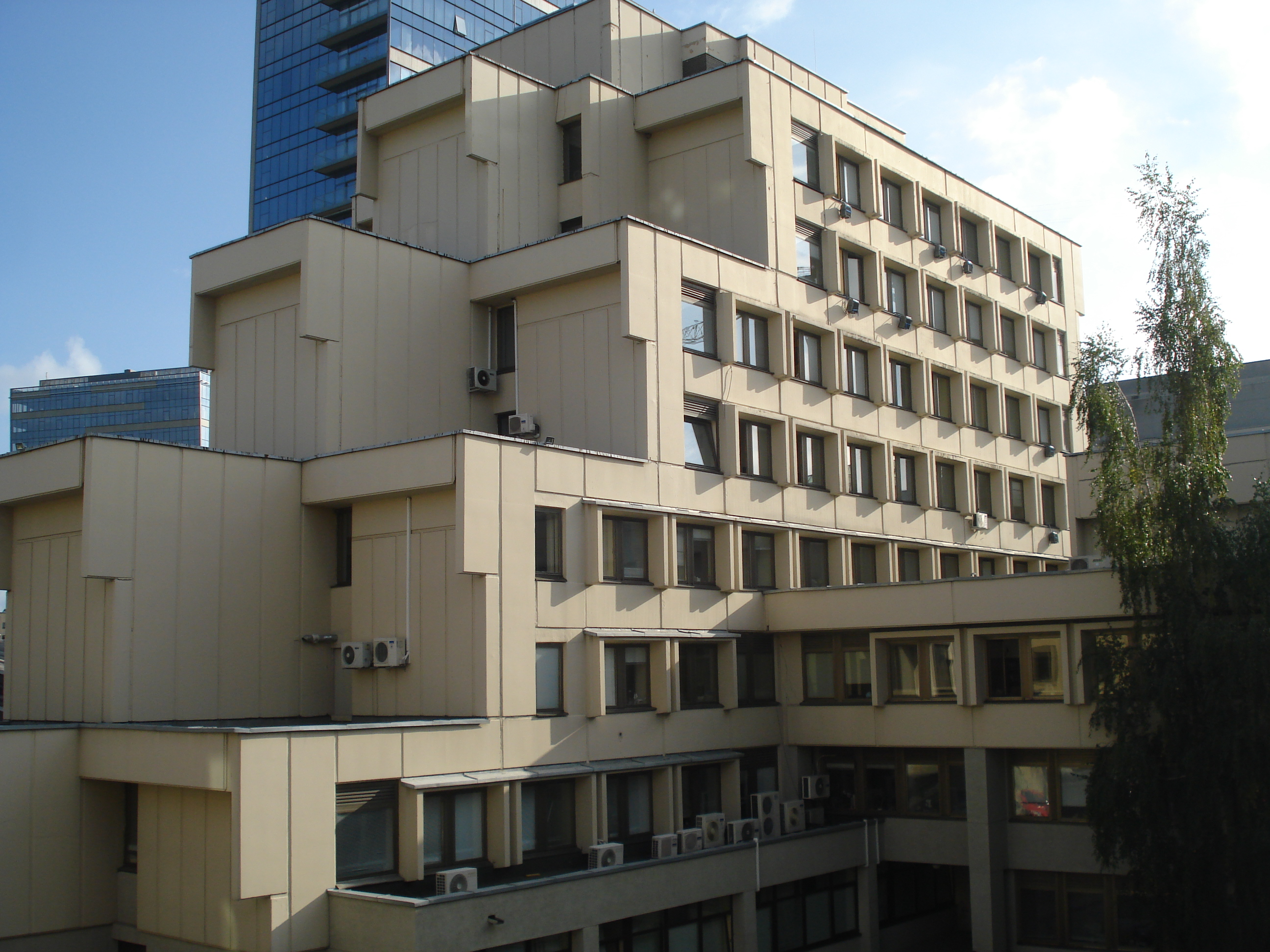
Центр Всемирной общины литовцев в Вильнюсе. 1992 г.

Всемирная община литовцев (лит. Pasaulio Lietuvių Bendruomenė – PLB, англ. Lithuanian World Community) — неправительственная некоммерческая организация, объединяющая литовские общины за рубежом. Конституция всемирной общины литовцев гласит, что она состоит из всех литовцев, проживающих за границей. Сообщество действует в 42 странах, включая представительство в самой Литве.
27 мая 1949 года Верховный Комитет освобождения Литвы утвердил Положение о Всемирной литовской общине. Этот день считается днем основания организации.

## История
7 февраля 1932 г. в Литве был создан фонд поддержки литовцев за рубежом, что стало одной из первых попыток поддерживать более тесные связи между литовской диаспорой и Литвой. Через три года в Каунасе прошел первый Литовский всемирный конгресс, на котором был учрежден Литовский всемирный союз. Миссия Всемирного союза литовцев, также разработанная во время Конгресса, призывала к культурному и экономическому союзу литовцев в разных стран. Однако работа была прервана Второй мировой войной и вхождением Литвы в состав СССР. В 1946 году литовская община в Германии создала Общину депортированных литовцев, целью которой было объединение и помощь литовцам в Германии. В 1949 г. Верховный комитет освобождения Литвы принял Литовскую хартию и Конституции литовского мирового сообщества, в которых торжественно обязались поддерживать и объединять всех литовцев за пределами Литвы и продвигать литовскую культуру и язык за рубежом. 
В 1950-х годах многие литовцы, жившие в Германии, стали переезжать в США, Канаду, Австралию, а также страны Южной Америки, где создавали новые литовские диаспоры. В 1960 году литовцы США, в том числе будущий президент Литвы Валдас Адамкус, собрали около 40 000 подписей и обратились к правительству Соединенных Штатов с просьбой вмешаться в продолжающуюся депортацию литовцев в Сибирь, проводимую Советским Союзом. 
В августе 2006 года президент Валдас Адамкус присутствовал на церемонии открытия 12-го Сейма Всемирной общины литовцев. В своей речи Адамкус изложил свое видение новых целей общины в связи с новой волной эмиграции литовцев после провозглашения независимости в 1990 году.

## Структура
Всемирная община литовцев состоит из местных литовских диаспор по всему миру, которых в настоящее время насчитывается 36. Высшим органом является Сейм Всемирной общины литовцев. Его главная цель – пересматривать систему взаимодействия местных сообществ. Каждая страна направляет не менее одного представителя в Сейм, который собирается каждые три года (в период с 1958 по 1997 гг. собирался каждые пять лет). Сейм также избирает Совет общины для решения повседневных вопросов. По состоянию на 2012 г. было избрано 13 общественных советов:
1. 1958 год в Нью-Йорке . Избраны председатели Йонас Матулёнис и д-р Юозас Сунгайла.
2. 1963 год в Торонто ( Канада ). Избранный председатель Бачунас-Бачюнас
3. 1968 г. в Нью-Йорке (США). Председатель Юозас Й. Бачунас-Бачюнас, после смерти Стасис Барздукас
4. 1973 г. в Вашингтоне, округ Колумбия (США). Председатель Бронюс Найнис
5. 1978 г. в Торонто (Канада). Председатель Витаутас Камантас
6. 1983 г. в Чикаго (США). Председатель Витаутас Камантас
7. 1988 год в Торонто (Канада). Председатель д-р Витаутас Беляускас
8. 1992 г. в Лемонте, Иллинойс (США). Председатель Бронюс Найнис
9. 1997 г. в Вильнюсе (Литва). Председатель Витаутас Камантас
10. 2000 г. в Вильнюсе (Литва). Председатель Витаутас Камантас
11. 2003 г. в Вильнюсе (Литва). Председатель Габриелюс Жемкальнис
12. 2006 г. в Вильнюсе (Литва). Председатель Регина Нарушене
13. 2012 г. в Вильнюсе (Литва). Председатель Дангуоле Навицкене
14. 2015 г. в Вильнюсе (Литва). Председатель Далия Хенке